# Swartzia arborescens
Espèce
Classification phylogénétique
Statut de conservation UICN

 LC  : Préoccupation mineure
Synonymes
- Possira arborescens Aubl. - Basionyme
- Possira triphylla Sw.
- Rittera dodecandra Vahl
- Rittera triphylla Sw. ex Steud.
- Swartzia bifida Steud.
- Swartzia dodecandra (Vahl) Willd.
- Swartzia parviflora DC.
- Swartzia rariflora Hoehne
- Swartzia triphylla Willd.
- Swartzia triphyllata Willd.
- Tounatea arborescens (Aubl.) Britton
- Tounatea dodecandra (Vahl) Taub.
- Tunatea arborescens (Aubl.) Kuntze
- Tunatea dodecandra (Vahl) Kuntze[1]

Swartzia arborescens est une espèce de plantes à fleurs de la famille des Fabaceae. C'est un arbre ou un arbuste néotropical. Il s'agit de l'espèce type de la section Possira dans le genre Swartzia.
En Guyane, c'est une espèce connue sous le nom de Wináme i piñiu (Wayãpi).
On le nomme Serebedan au Guyana, et Adoko (Aukan), Alanjahoedoe, Oranjehout (sranan tongo), Serebedan (Arawak) au Suriname.
Au Venezuela, on l'appelle Guamo, Sibara-koni (Espagnol), Kajehai-detidi (Yekwana).
Il porte ailleurs encore les noms de Bobinzana amarilla, E-ne-goo-hee-ro-ma, Waremapan-soela.

## Description
Swartzia arborescens est un arbre ou un arbuste haut de 3-10(23) m pour 8 à 30 cm de diamètre.
Le tronc est cannelé à la base, recouvert d'une écorce écailleuse, sombre verdâtre à noire, striée de blanc. 
Le bois parfait rougeâtre est très lourd (densité : 0,95 à 1,3), avec un grain assez fin (20 à 25 vaisseaux par mm). Ces vaisseaux sont de taille moyenne (80 à 180 µm), souvent obstrués par des dépôts blanchâtres ou brun-rouge, avec des ponctuations intervasculaires de 6 à 11 microns.
Ses rameaux sont minces, pileux à striguleux, souvent glabrescents. 
Les feuilles sont alternes, composées imparipennées à (1)3-5(7) folioles : (0)1-2(3) paires de folioles latérales, opposées le long du rachis, qui est formé d'un axe stipellé pileux portant sur les côtés deux ailes étroites, glabres, de forme linéaire à oblancéolée-oblongue, courtement auriculées à l'insertions des folioles, longues de 2-3 cm pour 2 mm de large.
Le pétiole est long de 10-15(-30) mm, et porte des ailes vertes, glabres, oblongues-oblancéolées plus courtes que le pétiole.
Les stipules sont généralement persistantes, linéaires, subulées, aiguës, striguleuses sur la face extérieure, et mesurent (1)4-6 x 0,3-1 mm
Les pétiolules striguleuses à pileuses, sont longues de 1-3 mm
Les folioles sont généralement de forme ovale à lancéolée ou elliptique (terminale), à apex brièvement acuminé ou aigu avec pointe rétuse ou parfois seulement obtuse à tronquée, à base arrondie-obtuse à aiguë, et de taille inégale, mesurant 4-12 x 2-5 cm.
La foliole terminale est environ deux fois plus longue que la(s) paire(s) latérale(s).
Le limbe est glabre, ou striguleux ou pileux sur une face ou les deux.
La nervure primaire est glabre.
Les inflorescences sont des racèmes (grappes) simples, axillaires, comportant 2-5 fleurs, longs d'environ 3 à 5 cm, portés sur des axes très grêles, légèrement striguleux, longs de 1 à 3 cm.
Le pédoncule est long de 6 à 12 mm.
Les bractées plus ou moins caduques, sont densément striguleuses, longues d'environ 1 mm, parfois foliacées à 1-3 folioles qui mesurent jusqu'à 4 mm de long.
Les pédicelles sont filiformes, glabres, généralement longs de (10)12 à 20(23) mm.
Les bractéoles sont persistantes, glabres à striguleuses, subulées, longues de 1-2,5 mm.
Le bouton floral est charnu, globuleux à ellipsoïdes, mesurant 3-4(4,5) x 3-4 mm de diamètre. 
Le calice comporte 3 ou 4 sépales caduques, glabres, longs de 3-5,5 mm.
Le pétale est jaune, glabre, avec le limbe arrondi, flabelliforme, mesurant 3 à 6,5 mm de diamètre, et doté à sa base d'un éperon long de 1 à 2 mm. 
On compte 10-15 étamines fertiles, glabres, isomorphes, longues de 8-12 mm.
Le gynécée est glabre, avec le gynophore long de 2-5 mm.
L'ovaire est glabre, de forme étroitement oblong-elliptique, souvent arqué, mesurant 3-7,5 x 1-1,5 mm.
Le style est long de 1-3 mm, avec le stigmate capitulé.
Le fruit, porté au bout d'un axe long de 3-17 mm, est une gousse glabre, elliptique, comprimée latéralement mais bombé, atténuée à chaque extrémité, mesurant 3-5 x 1,5-2,5 cm, et contenant une graine unique,,.

## Répartition
Swartzia arborescens est présent de la Colombie au Brésil (bassin amazonien) en passant par le Venezuela, le Guyana, le Suriname, la Guyane, l'Équateur, le Pérou et le Bolivie,.

## Écologie
Swartzia arborescens a une affinité pour les ripisylves et les forêts secondaires autour de 50–700 m d'altitude au Venezuela, et depuis le niveau de la mer jusqu'à 600 m d'altitude dans les forêts de terre ferme (non inondées) des Guyanes. Il fleurit en Guyane en juin, août, septembre.
Swartzia arborescens est une espèce fixatrice d'azote atmosphérique.

## Chimie
Swartzia arborescens contient les diterpénoïdes de cassane, « swartziarboreols A-E »,,,.

## Histoire naturelle

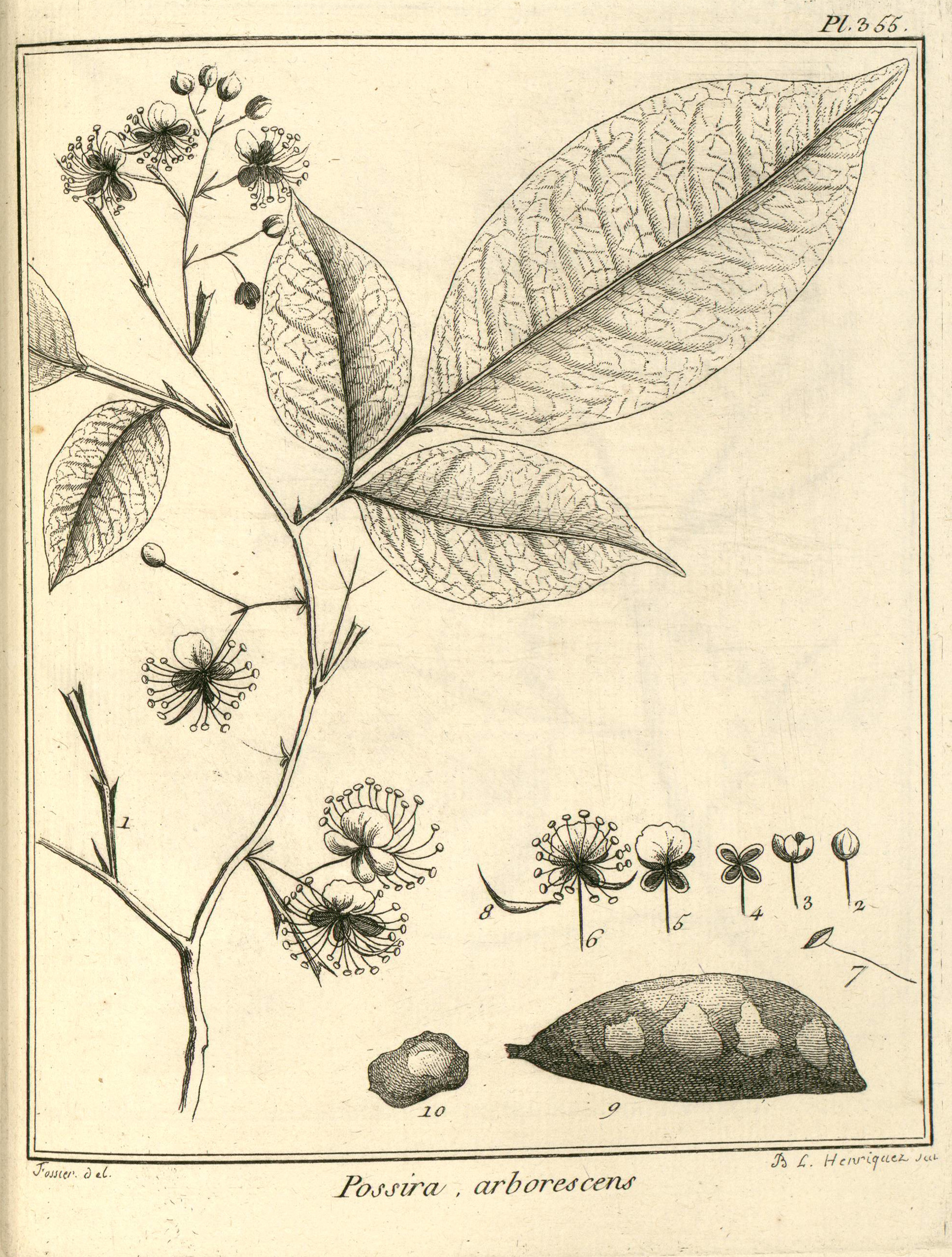
Swartzia arborescens : Planche 355 par Aublet (1775)
1. Côte de la feuille. - 2. Bouton & fleur. - 3. Calice. - 4. Calice ouvert. - 5. Calice pétale. - 6. Corolle épanouie. - 7. Une étamine. - 8. Piſtil. - 9. Gouſſe. - 10. Fève.

En 1775, le botaniste Aublet propose la diagnose suivante pour Swartzia arborescens : 

« POSSIRA arboreſcens. (Tabula 355.) 
Arbor medlocris, trunco octo-pedali, ad ſummitatem ramoſo ; ramis hine & inde ſparſis. Folia alterna, digitata ; foliolis tribus, ſeſſilibus, coſtas planar, marginata?, adnexis ; foliolum ſuperius intermedium ovato-oblongum, acutum, glabrum, integerrimum, foliola, inferiora ovata, acuta, minora. Stipule bina?, exigua?, decidual, ad baſim coſta folioſe. Flores corymboſi, axillares. Bractejb bina?, ad baſim pedunculorum.
Florebac, fructumque ferebat Maio.
Habitat in ſylvis prope originem amnis Galibienſis.
Nomen Gallicum BOIS DARD.

LE TOUNATE de la Guiane. (PLANCHE 218.)
Le tronc de cet arbre s'élève à vingt-cinq pieds & plus, ſur un pied & plus de diamètre. Son écorce eſt liſſe, cendrée ; ſon bois eſt blanchâtre, peu compare. Il pouſſe à ſon ſommet des branches qui s'élèvent, & d'autres qui s'étendent en tons ſens ; elles ſont chargées de rameaux garnis de feuilles alternes, ailées, à deux rangs de folioles, terminées par une impaire. 
Les folioles du premier rang ſont beaucoup plus petites que celles du ſecond, & la cinquième eſt encore plus grande. Ces folioles ſont ſeſſiles, vertes, liſſes, entières, ovales, terminées en pointe ; elles ſont partagées dans leur longueur par une nervure longitudinale, ſaillante en deſſous ; les nervures latérales ſont peu apparentes ; les plus grandes folioles ont huit pouces de longueur, ſur trois de largeur ; la côte, ſur laquelle ſont rangées les folioles, eſt bordée de chaque côte d'un petit feuillet. Les fleurs naiſſent ſur les branches & les rameaux ; elles ſont diſpoſées en épi, ſur un pédoncule commun, grêle, qui a ſix pouces de longueur. Chaque fleur a ſon petit pédoncule, garni à ſa baſe d'une petite écaille. 
Le calice eſt d'une ſeule pièce, diviſé profondément en quatre parties, aiguës, d'un blanc ſale. 
II n'y a point de corolle. 
Les étamines ſont en très grand nombre, attachées au deſſous de l'ovaire qu'elles cachent ; leur filet eſt blanc ; les anthères ſont jaunes & à deux bourſes. 
Le piſtil eſt un ovaire ovoïde, ſurmonté d'un très petit style, terminé par un stigmate obtus. 
L'ovaire devient une capſule jaune, marquée de deux côtes d'une petite ligne ſaillante ; c'eſt par la qu'elle s'ouvre en deux valves, & laiſſe échapper une graine noire, liſſe, emboëtée à ſa baſe dans une coëffe membraneuſe, blanche, attachée au fond de la capſule ; cette graine détachée de cette membrane conſerve l'impreſſion de ſon cordon ombilical, laquelle eſt marquée par une petite cavité. 
Cet arbre eſt nommé TOUNOU par les Galibis. Il étoit en fleur & en fruit au mois de Novembre. Je l'ai trouvé dans les forêts voiſines de la crique des Galibis. »

— Fusée-Aublet, 1775.